# Mussaenda lanuginosa
Mussaenda lanuginosa är en måreväxtart som beskrevs av Henry Nicholas Ridley. Mussaenda lanuginosa ingår i släktet Mussaenda och familjen måreväxter. Inga underarter finns listade i Catalogue of Life.